# Mesokómi (ort i Grekland, Grekiska fastlandet)
Mesokómi (Mesokomi) är en ort i Grekland.   Den ligger i prefekturen Nomós Evrytanías och regionen Grekiska fastlandet, i den centrala delen av landet, 190 km väster om huvudstaden Aten. Mesokómi ligger 1 003 meter över havet och antalet invånare är 110.
Terrängen runt Mesokómi är bergig västerut, men österut är den kuperad. Terrängen runt Mesokómi sluttar söderut. Runt Mesokómi är det mycket glesbefolkat, med 6 invånare per kvadratkilometer. Närmaste större samhälle är Thérmo, 18,9 km sydväst om Mesokómi. I omgivningarna runt Mesokómi växer i huvudsak blandskog.